# سوسة فراشية خضراء القرون
سوسة فراشية خضراء القرون (الاسم العلمي: Tinea chloroceros) هي نوع من الحشرات تتبع جنس السوسة الفراشية من فصيلة السوسيات الفراشية.